# Spaghettizange

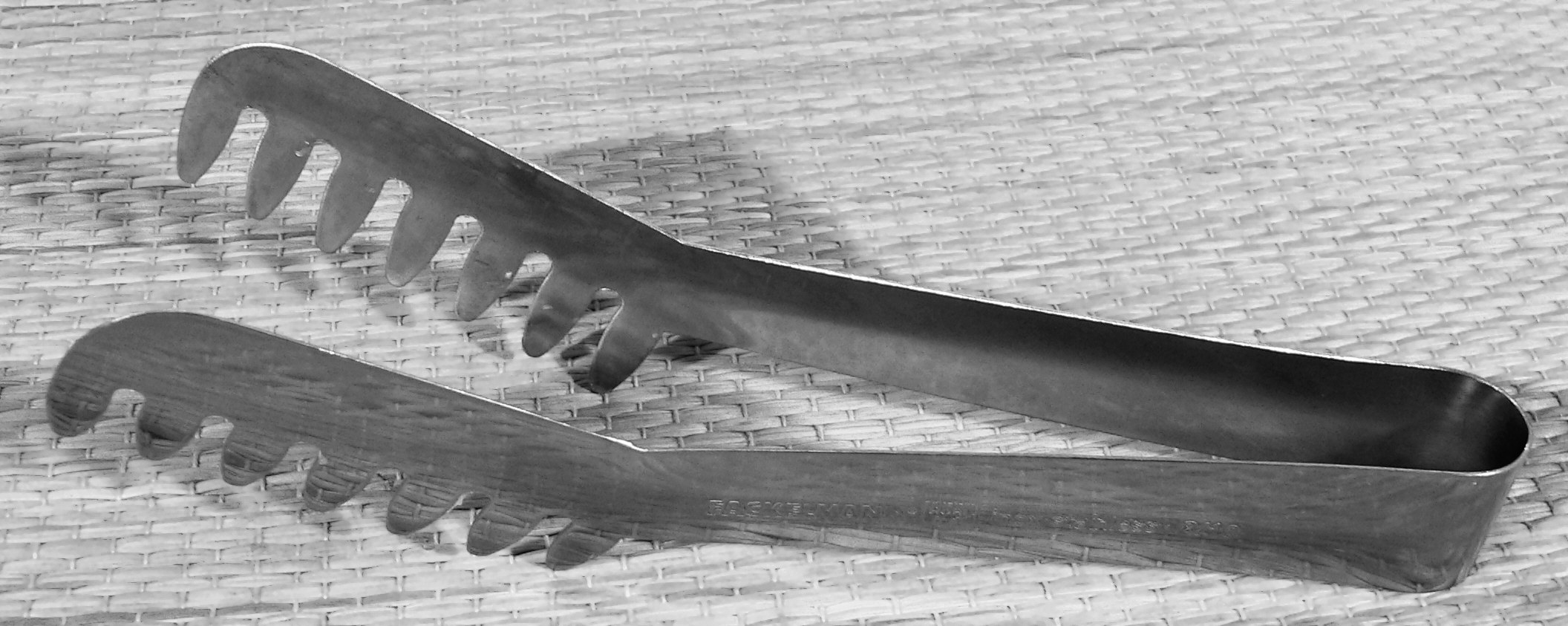
Spaghettizange aus Metall
(Nachbildung des Alessi-Designklassikers)

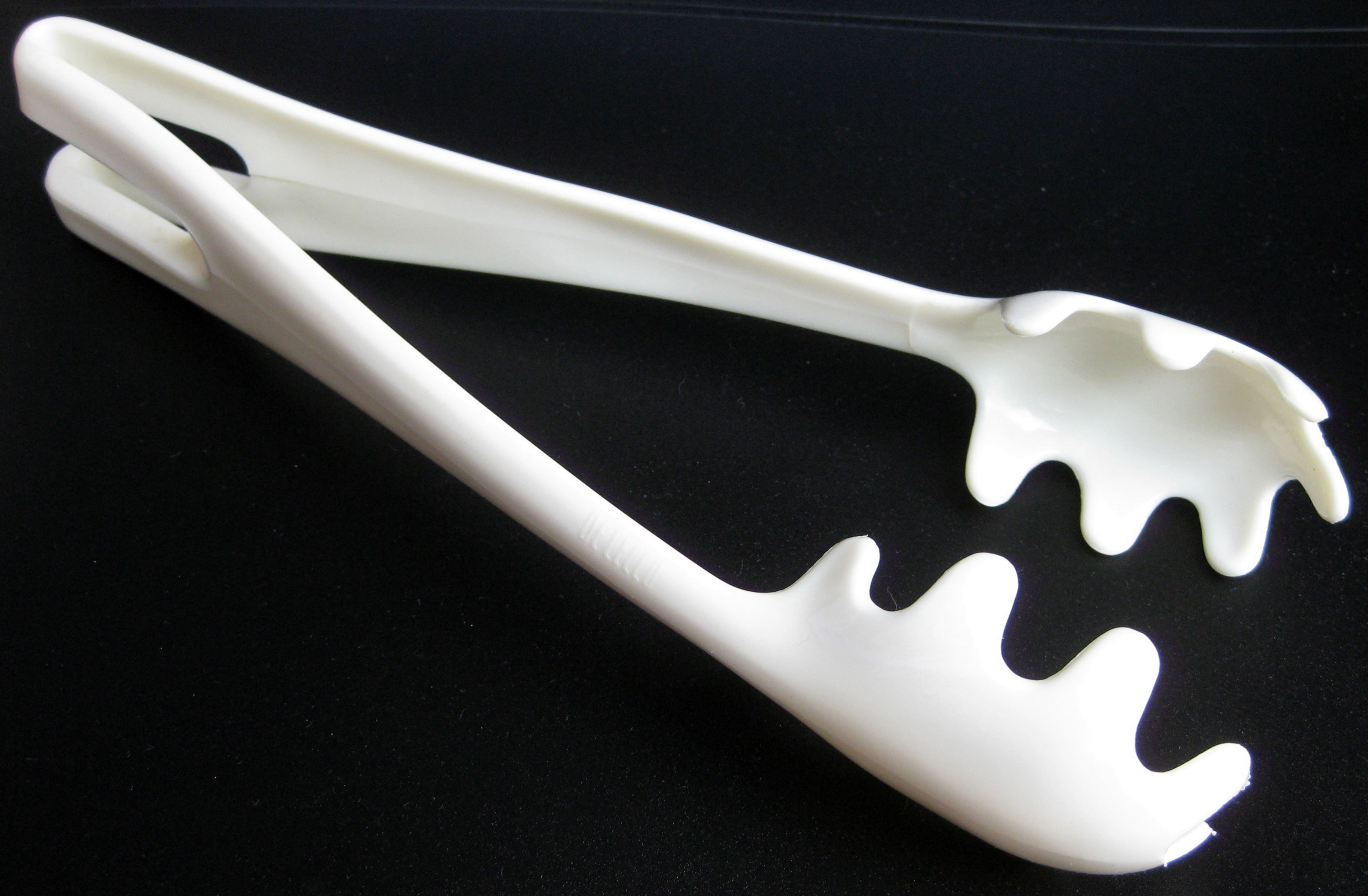
Spaghettizange aus Kunststoff

Eine Spaghettizange (auch Pastazange oder Spaghettigreifer genannt) ist ein in der italienischen Küche häufig verwendetes Küchengerät zum Servieren und Portionieren von fertig gekochten, langen Nudeln (Pasta), insbesondere von Spaghetti. Kennzeichen sind die zackenartigen „Zähne“ bei den beiden Greifbacken der Zange, die jeweils durch seitliche, starke Einkerbungen ausgebildet werden, sowie die gekrümmte Form.

## Geschichte
Lange Nudeln, wie zum Beispiel Spaghetti, Vermicelli, Linguine, Maccheroni und Bandnudeln (wie Pappardelle und Tagliatelle), sind im gegarten Zustand sehr schlüpfrig und lassen sich mit üblichen Vorlegelöffeln etc. nur unzureichend oder kaum portionieren und austeilen. Das hat zur Entwicklung von speziellen Küchengeräten geführt, die meist aus Metall hergestellt werden.
Spaghettizangen haben vorne zwei schaufelähnliche Greifbacken mit den beschriebenen „Zähnen“, mit welchen die (gegarten) Nudeln portionsweise aus Topf oder Schüssel herausgehoben und ausgeteilt werden können. Im Handel sind unterschiedliche Modelle verschiedener Hersteller erhältlich, die überwiegend ganz aus Edelstahl hergestellt und teils auch mit Greifbacken aus Kunststoff ausgestattet sind. Ein heute weit verbreitetes Spaghettizangen-Modell wird aus einem einzigen Stück Metall gefertigt und besitzt sechs zackenartige „Zähne“ an jeder Greifbacke sowie eine federnde Verbindung beider Schenkel. Dieses Design wurde im Jahre 1951 von der Firma Alessi entwickelt, wird bis heute unverändert hergestellt und vertrieben und avancierte inzwischen zu einem der „populärsten historischen Produkte von Alessi“. Nachbildungen anderer Hersteller weisen fünf, oder oft auch sieben „Zähne“ (siehe Abbildung) sowie teils andere Greifbacken-Ausformungen auf.
Neuerdings gibt es auch verschiedene Zangenmodelle mit verstellbarem Griff aus Metall und mit Greifbacken aus hitzebeständigem Kunststoff, die oft als Pfannenwender benutzt und verkauft werden. Eher selten sind Spaghettizangen ganz aus Holz anzutreffen, bei denen die „Zähne“ meistens aus eingesetzten, kurzen Holzstiften bestehen.

## Rezeption
Der Begriff Spaghettizange wird gelegentlich eingesetzt, um die Beherrschung einer schwierigen Situation zu veranschaulichen, oder auch zu konterkarieren. So verwendete der Carl Hanser Verlag bei der Gestaltung des Bucheinbandes für das 2005 von ihm herausgegebene Fachbuch VPN. Virtual Private Networks. Kommunikationssicherheit in VPN- und IP-Netzen über GPRS und W-LAN eine etwas abstrahierte (Teil-)Abbildung einer Spaghettizange. In dem Theaterstück (Über)Lebenskünstler, das Ende 2007 in der Bremer Schwankhalle aufgeführt wurde, diente unter anderem das „Hantieren mit einer Spaghettizange“ zur szenischen Gestaltung des „Lebens unter prekären Vorzeichen“ und der dabei beobachteten „Virtuosität in der Bewältigung des Alltags“. In ähnlicher Weise beschrieb der – hier etwas tragikomische – Gebrauch einer Spaghettizange in dem vom Südwestrundfunk 2004 produzierten Hörspiel Durchwurschteln in Deutschland. Wie Pia und mir das Geld ausging prekäre Lebenssituationen.
In einem Essay über den vom Versandhaus Manufactum periodisch herausgegebenen Warenkatalog und dessen literarische Qualitäten thematisierte der Publizist Frank Müller unter anderem die Widerspiegelung besonderer Eigenschaften eines Produktes in ihrer Katalogbeschreibung, wobei er als Beispiel für die stilistische Textsicherheit die Beschreibung einer Spaghettizange auswählte:
„Spaghettizange. Faßt mit sicherem Griff schlüpfrige Teigwaren.“